# Bao Linghui
Pour les articles homonymes, voir Bao.
Compléments
sœur du poète Bao Zhao
Bao Linghui (chinois 鮑令暉, Wade-Giles Pao Ling-hui) est une poétesse chinoise, née à Donghai, dans le Jiangsu en Chine. Elle a vécu au ve siècle et est la plus jeune sœur du poète Bao Zhao.
Sa famille est d'extraction modeste. On ne sait par ailleurs presque rien de la vie de Bao Linghui. Elle est née après son frère Zhao, et morte avant lui.

## Œuvre
Il reste sept poèmes de Bao Linghui, inspirés des yuefu et des Dix-neuf poèmes anciens. Certains de ses poèmes figurent dans le recueil Yutai xinyong (Nouveaux Chants des terrasses de jade) du vie siècle. La plupart de ses poèmes expriment les sentiments d'une femme dans l'attente de son amant parti au loin.

## Traduction
- New Songs from a Jade Terrace: An Anthology of Early Chinese Love Poetry, trad. Anne Birell, London, Allen & Unwin, 1982
- (en) Kang-i Sun Chang, Haun Saussy (éd.), Writers of Traditional China: An Anthology of Poetry and Criticism, trad. Charles Kwong, Stanford University Press, 1999, p. 35-38. [lire en ligne]